# C6H6BrN
化学式C6H6BrN（摩尔质量：172.02 g/mol）可以指：
- 溴苯胺
  - 2-溴苯胺，CAS号：615-36-1 
  - 3-溴苯胺（俄语：3-броманилин），CAS号：591-19-5 
  - 4-溴苯胺，CAS号：106-40-1
- 溴甲基吡啶
  - 2-溴-3-甲基吡啶，CAS号：3430-17-9 
  - 2-溴-5-甲基吡啶，CAS号：3510-66-5 
  - 4-溴-2-甲基吡啶，CAS号：22282-99-1
- 6-溴-5-己炔腈，CAS号：1246224-47-4